# ア・コントラクト・ウィズ・ゴッド
『ア・コントラクト・ウィズ・ゴッド』（原題: A Contract with God and Other Tenement Stories）とは、アメリカの漫画家ウィル・アイズナーによる1978年のグラフィックノベル。ニューヨークの共同住宅に住む貧しいユダヤ人を描いた連作短編である。アイズナーは同じ一軒の共同住宅を舞台にした続編を2編描いている（A Life Force 1988年、Dropsie Avenue 1995年）。「グラフィックノベル」という言葉はアイズナーの発明ではないが、本書によって一般の認知を得たとされる。
本書は独立した4編の短編から構成される。"A Contract with God"（神との契約）では、宗教心が篤かった人物が幼い養女を亡くしたことで信仰を捨てる。"The Street Singer"（路上歌手）では、かつての花形オペラ歌手が路上で歌う貧しい若者を誘惑しようとし、若者も彼女を利用しようとする。"The Super"（管理人）では横暴で差別的な男性が小児性愛者に仕立て上げられて自殺する。"Cookalein"（クッカレイン）ではキャッツキル山地で休暇を過ごす登場人物たちの物語が交錯する。これら4編は失意、失望、暴力、民族的アイデンティティのモチーフによってテーマ的に連続している。絵はモノクロで大きなコマにドラマチックな構図で描かれ、戯画的な人物の表情が強調される。伝統的なコミックの形式と異なり、ナレーションの文章は枠で囲まれていないことがほとんどで、枠のないコマも多い。
1936年にコミック作家として活動を始めたアイズナーは、低俗なメディアとみなされていたコミックで芸術的表現を行う野心を持っていた。しかし彼の考えは賛同を得られず、代表作『ザ・スピリット』を1952年に終わらせてからは、商業出版の世界を離れてインストラクション・マニュアルの作成を手がけていた。1970年代に至って、コミックを真剣に読むファン層が成立したことを知ったアイズナーは創作活動を再開し、文学的な内容を持つコミックを描く野心を固めた。一般書の出版社を版元とし、コミック専門店ではなく通常の書店で販売するのがアイズナーの望みだった。1978年、小出版社バロネット・ブックスから本書が「グラフィックノベル」と銘打たれて刊行された。それ以来この言葉は、本一冊分のボリュームを持つコミック作品を伝統的な30ページ前後のコミックブックと区別して呼ぶ名として定着した。当初本書の売れ行きは鈍かったが、アイズナーの同業者からは尊敬を集めた。後には大手出版社から何度も再版されている。アイズナーは本作でコミック界の長老としての地位を不動のものとし、その後2005年に死去するまでグラフィックノベルとコミック論の執筆を続けた。

## 内容とプロット概要
『ア・コントラクト・ウィズ・ゴッド』は社会的リアリズムにメロドラマの要素を加えている。大恐慌時代の安い共同住宅（テネメント）を舞台にした4編の短編から構成され、絵と描き文字による序文 "A Tenement in the Bronx" が付けられている。ブロンクスの共同住宅で育ったアイズナー自身の記憶が作品の由来の一つである。アイズナーが本作に込めた狙いは、ユダヤ系アメリカ人の歴史で十分に語られていないと感じていた部分を掘り下げると同時に、芸術とみなされていなかったコミックで大人のための文学的な表現が可能であることを示すというものであった。アイズナーは序文において、漫画的な誇張をリアリズムの枠内に留めようとしたことを述べている。

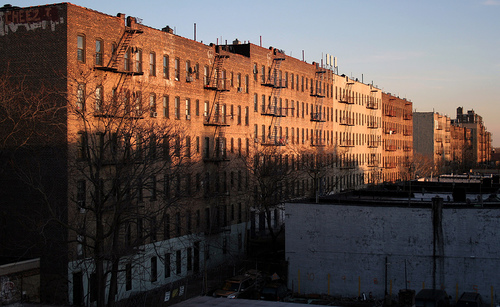
収録作はウィル・アイズナーがブロンクスの共同住宅で過ごした幼少期の思い出を元にしている。

短編 "A Contract with God" には16歳で死んだ娘アリスに対するアイズナーの思いが描かれている。アイズナーは2006年版の序文で初めてこの事情と、作品にも反映された神への感情を明かした。"The Street Singer" および "The Super" はフィクションだが、子供のころに共同住宅で出会った人々の記憶から生まれた作品である。"Cookalein" はもっとも自伝的な要素が強く、主人公の名「ウィリー」はアイズナー自身の少年時代の呼び名である。アイズナーは「この作品を書くには相当な決意、言ってみれば度胸が必要だった」と述べている。
本作では性的な表現が目立つが、快楽主義を称揚するアンダーグラウンド・コミックスのように享楽的な描き方ではない。そのような作風は熟年の実業家でもあるアイズナーの生き方にそぐわなかった。卑猥な言葉も作中では使われない。評論家ジョシュ・ランバートによると、本作の性は「性欲を刺激するのではなく、不安を呼び起こすイメージ」として描かれており、その後に残されるのは「苦痛、失意、罪悪感」である。

### "A Contract with God" （神との契約）
信仰心の篤いハシド派ユダヤ人の少年フリム・ハーシュは、ロシアにある故郷の村からただ一人選ばれ、迫害を逃れるためアメリカに送られる。ハーシュは神との契約を石板に彫りつけて生涯善行を積むと誓い、それによって人生が成就すると信じた。移民したニューヨークではドロプシー・アベニュー55番地にある共同住宅に住み、敬虔な信徒として簡素な暮らしをおくる。あるとき自宅の戸口に乳児が棄てられているのを見つけると、その子レイチェルを養女とする。しかしレイチェルは幼くして病で死ぬ。ハーシュは神に激しい怒りをぶつけ、契約を破ったと非難する。信仰を捨て、禁じられていた髭剃りを行ったハーシュは、管理を任されていたシナゴーグの債券を担保として不正に流用し、住んでいた共同住宅を買い取る。やがて強欲な事業家としてペントハウスに居を構え、非ユダヤ人の愛人を囲うようになる。しかし新しい人生でも空虚感は埋められず、神との間に新しく契約を結び直そうと考える。ハーシュは数人のラビに契約書を作成させるが、帰宅とともに急な心臓発作で命を落とす。エピローグではシュロイムという名の少年がハーシュの捨てた契約の石板を拾い、新たに自身の名を書き入れる。
アイズナーは本作の執筆を「個人的な苦痛についての訓練」と呼んだ。彼は8年前に16歳の娘アリスが白血病で死んだことへの悲嘆と怒りを持ち続けていた。初期のスケッチではハーシュの養女はアリスと名付けられており、アイズナー自身の苦痛がハーシュを通して表現されていた。アイズナーはこう述べている。「[ハーシュが行った] 神との論判は私自身のものだ。私の信仰を踏みにじり、16歳の愛娘から花開いたばかりの命を奪っていった一人の神への激しい怒りを吐き出したんだ」

### "The Street Singer" （路上歌手）
年老いたオペラ歌手マルタ・マリアは、共同住宅の合間にある路地で歌っていた若者エディーをベッドに誘う。アルコール依存症の夫のため歌手のキャリアを捨てていたマリアは、エディーの指導者としてショービジネスの世界に返り咲く望みを抱き、彼に衣装を買う金を与える。エディーはその金でウィスキーを買い込んで身重の妻の元に戻る。その妻もまた結婚によってショービジネス界を退き、夫から虐待を受けていた。エディーはマリアを利用して本物の歌手として身を立てようと考える。しかしエディーはマリアの住所を記憶しておらず、会いに行くことができなかった。彼にとって共同住宅の建物はどれも同じ見た目でしかなかった。
この作品はアイズナーが知っていた実在の人物を元にしている。共同住宅を回り、「ポップミュージックや、調子外れの芝居がかったオペラ」を歌って小銭を稼いでいた失業中の男性だった。アイズナー自身も時おり硬貨を投げたことがあるといい、本作によって「彼の物語が不朽のものになった」と述べている。

### "The Super" （管理人）
ドロプシー・アベニュー55番地に建つ共同住宅の住人は、ユダヤ人嫌いの管理人スカッグスに恐れと不信を抱いていた。入居者の一人の係累である少女ロージーが最下階にあるスカッグスの部屋を訪れ、銅貨1枚でスカートの中を覗かせると言う。取引の後で、ロージーはスカッグスが唯一心を許していた愛犬ヒューゴに毒餌を飲ませ、金を盗んで逃げる。スカッグスが彼女を路地に追い詰めると、目撃した住人たちが警察に通報し、児童に性的暴行を行おうとしたと証言する。警察が部屋に押し入って逮捕する寸前に、スカッグスはヒューゴの死骸を抱きかかえて拳銃で自身を撃ち抜く。
アイズナーは子供のころ住んでいた共同住宅の「怪しげだが強面の管理人」をモデルにして主人公を作ったと書いている。2006年版では、ロージーが盗んだ金を数えているオリジナル版の結末の後にページが追加され、「管理人募集」と書かれた貼り紙が共同住宅に掲示されている絵が描かれた。

### "Cookalein" （クッカレイン）

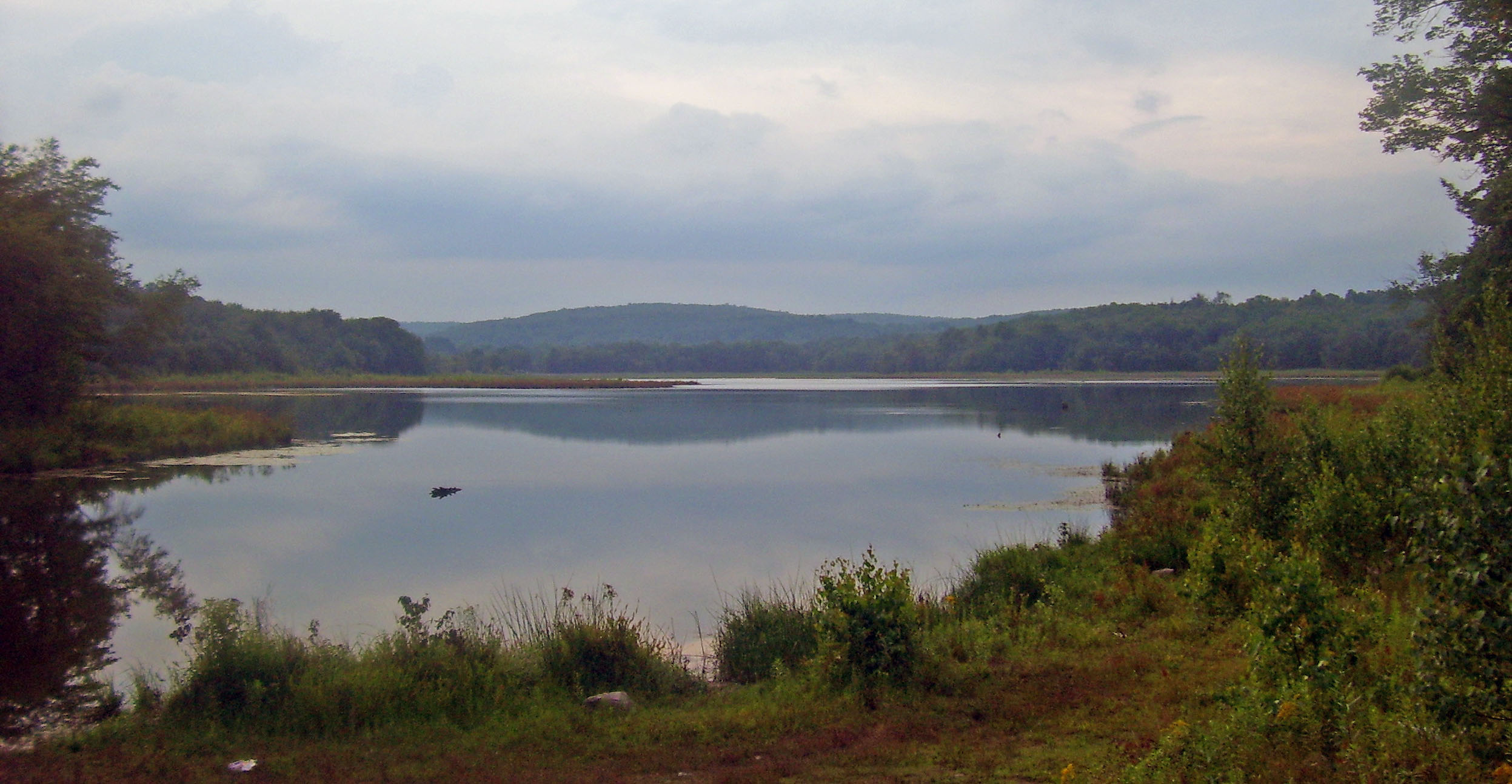
キャッツキル山地の湖の一つ、シルバーレイク。

"Cookalein" は郊外で避暑を行うドロプシー・アベニュー55番地の住人たちの物語である。中年の男性サムは妻と子供たちをキャッツキル山地の避暑地に送り、自身は不倫相手と水入らずで過ごすために残る。送り出された3人はクッカレイン（英: cookalein、台所付きの宿泊施設）に滞在する。
衣服の裁断を生業とする男性ベニーと女性秘書ゴールディーは、それぞれ裕福な結婚相手との出会いを求めてクッカレインに近い高級ホテルに泊まる。二人は互いを金持ちと思い込んで接近するが、事実が明らかになるとベニーはゴールディーを慰み者にする。ゴールディーにあしらわれていた医者の卵ハービーが彼女に寄り添ってケアを与え、ベニーは資産家の娘に狙いを移す。サムの息子で15歳になるウィリーはクッカレインで出会った年長の女性に誘惑される。そこに女性の夫が現れ、妻を殴り倒すとウィリーの眼前で事に及ぶ。
夏が過ぎ、避暑を終えた住人たちはドロプシー・アベニューに戻ってくる。ゴールディーとハービーは婚約した。ベニーは結婚を足がかりとしてダイヤモンド商に成り上がれるものと期待する。ウィリーは休暇中の体験を引きずっているが表には出さない。一家は共同住宅を引き払うことを計画している。
"Cookalein" は本書に収められた短編の中でもっとも自伝的な要素が明らかである。登場人物にはアイズナーの家族の実名が使われている（父サムと母ファニー、弟ピーティー。「ウィリー」はアイズナー自身の呼び名である）。アイズナーはこの作品を「[自身が]大人になった瞬間についての正直な記録」と呼び、「作り話と記憶の組み合わせ」だと述べている。

## 背景
ウィル・アイズナーは1917年にニューヨークで貧しいユダヤ系移民の子に生まれた。芸術の道に進む望みがあったが、当時は芸術を学べるような上流の大学から貧しいユダヤ人は排斥されていたという。アイズナーは同世代の多くと同じくコミック界に表現の場を求め、1936年からプロとしてのキャリアを開始した。1930年代の終わりにはコミックブック制作のスタジオを共同所有していたが、1940年にそこを辞し、先駆的な表現形式で知られる最大の代表作『ザ・スピリット』を発表した。同作は1940年から1952年まで新聞の付録冊子として配信された。その終了後はコミックブック界から退き、アメリカン・ビジュアル・コーポレーションの事業に専念した。同社はアイズナーが1948年に設立したもので、教育や広告の分野でコミックなどを制作していた。1970年代になるとコミックのファンダムが発展してきた。アイズナーは20年前に描いた『ザ・スピリット』が未だに読み続けられており、新作を望むファンがいることを知った。1972年にアメリカン・ビジュアル社が倒産すると、アイズナーはアンダーグラウンド・コミックスの発行者デニス・キッチンと旧作『ザ・スピリット』を再版する契約を結んだ。さらにほかの作品の再版も進められる一方で、アイズナーは『ザ・スピリット』の新作ではなく、もっとシリアスな作品を描く望みを抱いた。アイズナーを触発したのは、1938年に初めて出会ったリンド・ウォードの「ワードレスノベル」や、フラマン人フランス・マシリールやドイツ人Otto Nückelらによる同種の作品であった。
アイズナーは『ザ・スピリット』を描いていた時期からコミックでもっと進んだ表現を行う芸術的野心を持ち続けてきた。1950年代から一冊の書籍のアイディアを温め続けていたが、コミックは一般社会でも業界内でも低級な娯楽とみなされていたため出版を後援してくれる相手は見つからなかった。全米漫画家協会1960年大会においてルーブ・ゴールドバーグがアイズナーの野心を叱りつけたことがある。「君は大道芸人だ。私たちと同じにな。…それを忘れるな！」
1970年代にアンダーグラウンド・コミックスが批評家から高い評価を受けるようになると、アイズナーは自身のアイディアを受け入れてくれる層が現れたと考えた。1978年には一冊の本のボリュームを持つ大人向けの作品 A Contract with God を初めて完成させた。アイズナーは同作を「グラフィックノベル」として売り込んだ。この言葉は1960年代から使われていたが、本作で広まるまでほとんど知られていなかった。本書は商業的に大成功とは言えないまでも、アイズナーに安定した収入をもたらした。彼はすぐ次作 Life on Another Planet に取りかかり、2005年の死去までにさらに18冊のグラフィックノベルを完成させた。そのうち2作は短編 "Cookalein" で登場した作者の分身ウィリーを主人公としていた（The Dreamer 1986年、To the Heart of the Storm 1991年）。
アイズナーは信心深い家庭で育ったが、彼自身は「消極的不信仰者 (reluctant disbeliever)」であった。1970年、16歳の娘アリスが18か月にわたる闘病の末に白血病で亡くなった。アイズナーは怒り狂い、なぜ神はそのようなことを許したのか自問し、仕事に打ち込むことで悲しみに対処しようとした。"A Contract with God" の執筆中、アイズナーは頭の中でフリム・ハーシュを演じることでこれらの感情を捕らえようとした。

## スタイル
ナレーションは枠の中に入れられるのではなく、絵の一部として描かれている。枠線で囲まれたコマを配列する伝統的な形式はあまり用いられず、多くのコマでは枠線の代わりに建物や窓枠の絵で空間が区切られている。多くのページはそれほど細密ではなく、キャラクターの表情に重点が置かれた大きな絵が用いられる。各話の長さは一定とするのがそれ以前のコミックでは一般的だったが、本作では内容に応じて決められた。背景の市街は、ドラマチックな上方視点の遠近法や、明暗表現が効いた暗めの絵柄で強調されている。収録作をつなげる共通の視覚的モチーフも存在する。第1話でハーシュが娘を埋葬してきたシーンでは、暗く垂直に振りかかる雨が彼を包み込んでいる。新版の最終話には、末尾にウィリーがバルコニーから市街と空を眺めているシーンが追加され、ハッチングで表現された雨が再び用いられている（この独特な雨の表現は "Eisenshpritz"と呼ばれる）。絵はモノクロだが、一般的な白黒ではなくセピア調で印刷された。
スーパーヒーロージャンルのコミックとは異なり（アイズナー自身、初期にはそのジャンルで優れた作品を描いていたが）、本作に登場するのは英雄的なキャラクターではない。隣人を助けるために英雄的に見える行為を行うときでさえ、彼らは失意や無力感の中にある。カリカチュアされた登場人物の描写はリアルに描かれた背景と好対照をなしているが、『ザ・スピリット』における作画と比べると背景のディテールは少ない。コミック原作者デニス・オニールによると、このスタイルは「記憶」の印象主義的な感覚を模している。このようなキャラクターやシチュエーションは同じドロプシー・アベニューを舞台にした A Life Force などの別作品でさらに掘り下げられている。

## 分析
本書に収められた作品は、満たされなかった願望に対する失望や失意というテーマを共有している。フリム・ハーシュは娘の死を嘆き悲しみ、神が自分との契約を裏切ったとみなす。路上歌手エディーは後援者を買って出た女性との連絡手段を失い、何者でもない自分に戻る。ゴールディーとウィリーがそれぞれ持っていたロマンスへの期待は、ゴールディーがあわやレイプの憂き目にあい、ウィリーが実際にセックスを持ちかけられる中で挫かれる。暴力もまた作品をつなげる要素である。エディーが妻に振るう暴力は、ウィリーを誘った女性が夫から受ける暴力として繰り返される。登場人物は純粋な善とも悪とも描かれない。たとえば、"The Super" のロージーは人種差別主義者で毒舌のアパート管理人から勝利を収めるが、そのために彼から金銭を奪い、小児性愛者に仕立て上げて自殺に追い込む。閉塞感のテーマも顕著であり、登場人物が戸口や窓枠、あるいは激しい雨に取り囲まれているように見える構図が多用される。フリム・ハーシュは東欧の過酷な反ユダヤ感情から逃れる。最終話の登場人物の間には、共同住宅から、そして都市から解放された高揚感がある。
研究者デレク・ロイヤルによると、本書の収録作にはユダヤ人の民族的背景が色濃く表れており、第1話 "A Contract with God" と 最終話 "Cookalein" にはユダヤ教やユダヤ文化の象徴が顕著にみられる。間に挟まった2編では登場人物のユダヤ性はそれほど明らかにされない。また第1話と最終話はどちらも、背景のうち都市をはみ出た部分にユダヤ人との関わりが強く表れている。"A Contract with God" において宗教家としてのハーシュはロシア辺境にルーツを持つ。"Cookalein" に登場するキャッツキル山地は、20世紀にはユダヤ系との関連が深い避暑地だった。アイズナーは本作で、ユダヤ人のアイデンティティを表現するにあたってコミュニティをその手段とした。アイズナーが並置したそれぞれの短編や登場人物は、互いに混じり合わないであろう異なる体験を持っている。これは「ユダヤ性」に対するいかなる単一の定義をも否定するが、登場人物たちとそのユダヤ性を束ねるコミュニティの感覚もまた存在する。ロイヤルの論によるとアイズナーは、アメリカのアイデンティティが不確定なものであり、そこでは民族性が文化的同化と民族内連帯の間で葛藤を受けることを示した。本書が進むにつれ、登場人物のユダヤ人性は表に現れなくなり、文化的同化が強まっていく。それはアンビヴァレントな変化であり、独自の代償を持つ。
ロイヤルは本書がコミックス研究だけでなくユダヤ文学とエスニック・アメリカ文学の研究にとって重要だと論じた。互いに独立しているが、緩くつながった一連の作品として補い合ってもいる連作短編（ショートストーリーサイクル）は散文の現代ユダヤ文学で広く見られる形式であり、それとよく似た本書は「グラフィックノベル」ではなく「グラフィックサイクル」と呼ぶべきだとロイヤルは述べている。アイズナーの作品を含めたそのような連作は、「画一的に定義されうるエスニック・アメリカ文学は一つもない」と言われるように、多数の異質な観点の存在を強調しているのだという。
美術評論家ピーター・シェルダールは「過剰さ、猥雑さ (over-the-topness)」をコミックというメディアに固有の特徴と見ており、アイズナー作品を含めて「堅い主題、特に社会史的な事実に基づく主題を扱うには似つかわしくない」と述べている。本作はステレオタイプな描写を用いたことでも批判を集めてきた。作家のジェレミー・ドーバーはこれに反論し、そのようなイメージはアイズナー自身の幼いころの記憶や、共同住宅に住むユダヤ人が感じてきた束縛感を反映したものだと論じた。そのほか、カリカチュアされた人物のデザインがほかの部分のリアリズムにそぐわないという主張もある。このスタイルについても擁護者がおり、その一人デニス・オニールは、子供が過去を主観のまま記憶するやり方がよく表されていると主張した。

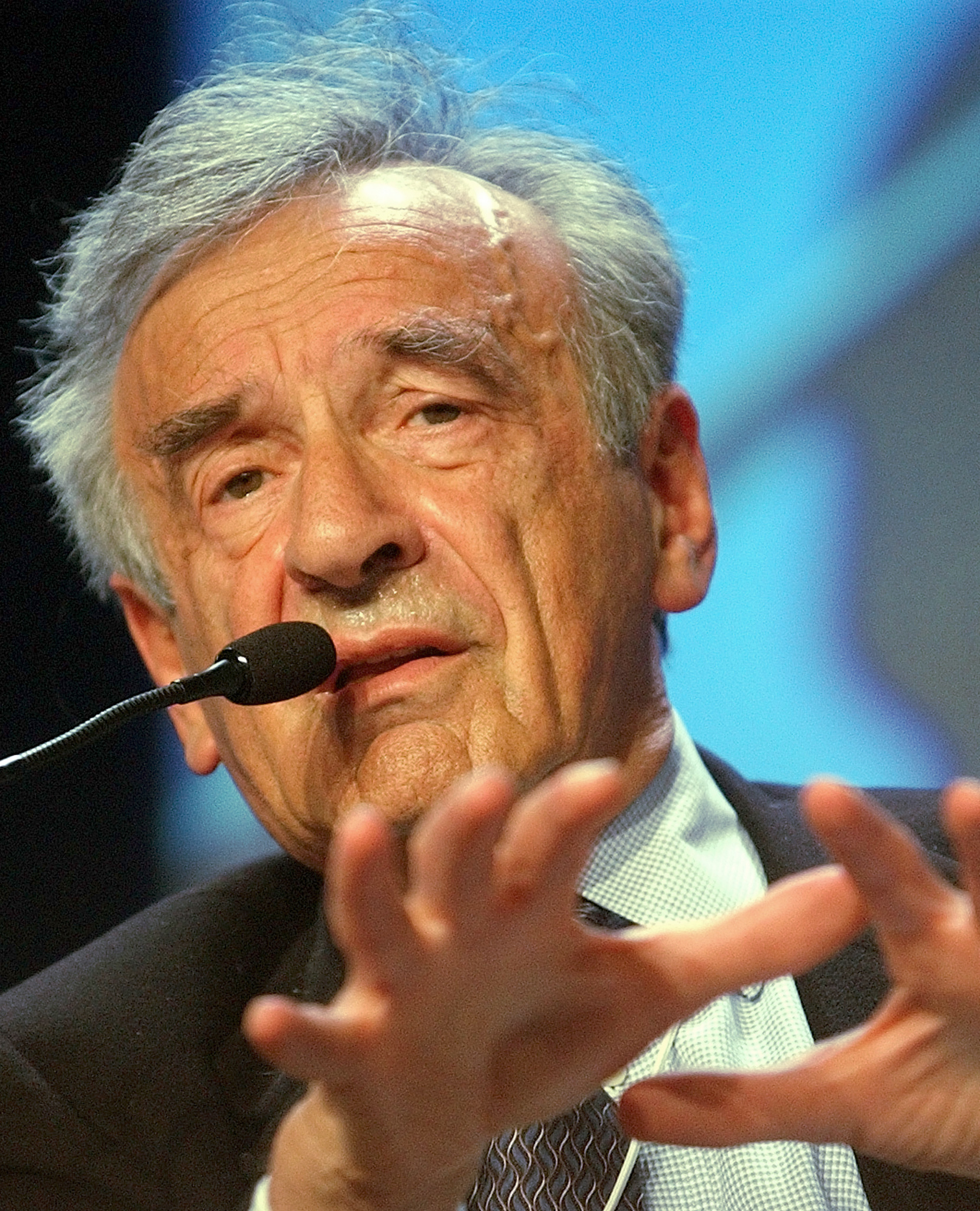
ホロコースト作家エリ・ヴィーゼルは、十戒の第一戒を守るという神の義務を戯曲 The Trial of God（1979年）の題材とした。

神との契約という概念はユダヤ教の根本である。十戒の第一戒（わたしのほかに何者をも神としてはならない）を守る義務が神の側にもあるという発想は、エリ・ヴィーゼルがアウシュヴィッツ体験に基づいて書いた戯曲 The Trial of God（1979年）などの作品で主題にされてきた。美術史家マシュウ・ベイゲルの観点では、「善への志向と、それが果たされえないこと」や「課せられた義務と、自己の貪欲な欲望」との間で葛藤するハーシュの苦悩は、ピルケイ・アボットに伝えられる大ヒレルの問いへの現代からの回答である。「もし私が私自身のために生きないならば、誰が私のために生きてくれるだろうか？ だがもし私が私自身のためだけに生きるならば、私とはいったい何者だろうか？ そして今でなければ、いつがその時なのか？」 。
文学者スザンヌ・クリンゲンシュタインはユダヤ学の観点からハーシュというキャラクターが非現実的だと考えた。クリンゲンシュタインは、「正しい者の受難」は「ユダヤ思想で最大の問題の一つ」であり、ハーシュのような敬虔なユダヤ教徒がもっと早くに（彼女によると）基本的な教義と格闘していなかったはずはないと主張した。

## 刊行の経緯
本書の完成には2年を要した。アイズナーは様々なアプローチやスタイルで制作を行い、着色やオーバーレイ、ウォッシュのような技法を試した後に、コントラストのはっきりしたセピア調の絵に行きついた。締切のない仕事だったので、描き直しや構成変更は満足が行くまで行われた。
アイズナーは成人の読者を想定しており、コミック専門店ではなく一般書店で販売することを望んでいた。そのためコミック出版を手掛けるデニス・キッチンからの出版オファーは断った。バンタム・ブックスに原稿を持ち込む伝手はあったが、同社がコミック出版に関心を見せないことは予想できた。アイズナーは同社の編集者オスカー・ディステルとの面談を取り付けるため、本作を「グラフィックノベル」と呼んだ。ディステルは作品がコミックであることに気付くと、バンタム社から刊行されることはないだろうが、もっと小さい出版社なら可能性があるかもしれないと告げた。
ニューヨークの小出版社バロネット・プレスは『ア・コントラクト・ウィズ・ゴッド』の刊行を受け入れた。本の書誌情報欄（インディシア）では発行元として「ニューヨーク州ホワイトプレインズ」の「プアハウス・プレス」と記載された。当初アイズナーは書名を Tenement Stories, Tales from the Bronxもしくは A Tenement in the Bronxとするつもりだったが、"tenement" という言葉は米国東部でしか知られていなかったため、バロネットは第1話の標題 "A Contract with God" を取って書名とした。本の表紙には「グラフィックノベル」と銘打たれた。ただし「ノベル」は本来長編小説を指す言葉で、本書のような連作短編は含まれない。バロネットの財政は盤石とは言えなかったため、アイズナーは刊行を確実にするため同社に融資を行った。
売れ行きは思わしくなかったが、年月とともに需要は高まっていった。1985年にはキッチンシンク・プレスから再版され、2001年にはDCコミックスからウィル・アイズナー・ライブラリーの1巻として刊行された。W・W・ノートンは続編 A Life Force（1988年）と Dropsie Avenue（1995年）を合わせた1巻本 The Contract with God Trilogy を2005年に刊行した。ノートン版とそれ以降に出た版には各話の末尾に追加ページが付けられている。2010年現在、翻訳版は11種以上刊行されており、その中には本作の登場人物の多くと関わりがあるイディッシュ語も含まれている。イディッシュ語版はアムステルダムのコミック店ランビックから1984年に出版され、アイズナーもその記念として同店を訪れた。2019年現在日本語版は刊行されていない。

### 刊行一覧
- 1978年　バロネット・ブックス、ISBN 978-0-89437-045-8（ハードカバー）、ISBN 978-0-89437-035-9（トレードペーパーバック）
- 1985年　キッチンシンク・プレス、ISBN 978-0-87816-018-1（ソフトカバー）、ISBN 978-0-87816-017-4（600部限定のハードカバー、アイズナーによる別丁ページ付き）[64]
- 2001年　DCコミックス、ISBN 978-1-56389-674-3（「ウィル・アイズナー・ライブラリー」）
- 2005年　W・W・ノートン、ISBN 978-0-393-06105-5（『ザ・コントラクト・ウィズ・ゴッド・トリロジー』）
- 2006年　W・W・ノートン、ISBN 978-0-393-32804-2

## 反響と後世への影響
『ア・コントラクト・ウィズ・ゴッド』は最初のグラフィックノベルとして誤って名を挙げられることが多い。グラフィックノベルという言葉は、1964年にコミックブック評論家リチャード・カイルによってファン間のニュースレターの中ですでに使われており、アイズナーとも交流があったジャック・カッツの作品 The First Kingdom（1974年）では表紙に謳われていた。単行本形式のコミックは本作以前にも数多く、遅くともミルト・グロスの He Done Her Wrong（1930年）にまで遡れる。しかし、コミック界におけるアイズナーの声望の高さもあって、『ア・コントラクト・ウィズ・ゴッド』はそれらの先行作よりも広い認知を集めた。アメリカン・コミックの歴史における本作の重要性は、出版形式の面のみではなく、文学的抱負の高さや、コミックブックジャンルの定型表現を排したことにあるとみなされている。
アイズナーは本作以後もキャリアの第3期としてグラフィックノベルの創作を続けた。最終的にそれは、コミックブック作家としての第1期や教育用コミックを描いていた第2期を上回る長さとなった。コミック史家R. Fioreによると、グラフィックノベル作家としての活動がアイズナーに「おぼろげな過去の遺物ではなく、現代の作家」としての名声を維持させることになったという。

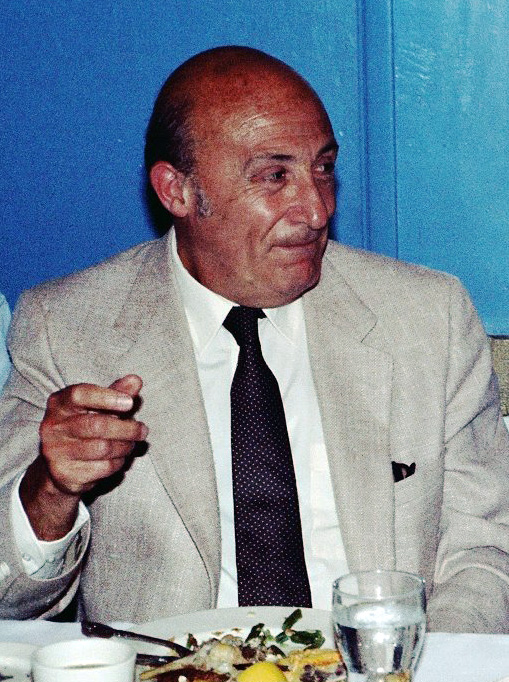
『ア・コントラクト・ウィズ・ゴッド』はコミック界におけるウィル・アイズナーの声望を一段と高めた（写真は1982年）。

編集者N・C・クリストファー・カウチは、本書の装本がグラフィックノベルという出版形式におけるアイズナーの大きな貢献だとした。当時コミックブック出版の関係者で製本の経験を持つ者は少なかったが、アイズナーはアメリカン・ビジュアル社での経験を通じて熟知していた。本書はアイズナーの希望通り一般書店で販売されることになったものの、初年度の売上は数千部にとどまった。書店の側ではどの売り場に置くべきかを選びかねていた。マンハッタンの書店ブレンターノでは、本書が陳列台に置かれていた時には売れ行きが良かったと伝えられる。アイズナーは陳列から下ろされた後の売れ行きを調べるため同店を訪れた。店主が言うには、本書ははじめ宗教書の、次いでユーモア本のコーナーに収められたが、いずれの場合も不適切だと苦情を言う客がいた。そこで匙を投げて倉庫に収めてしまったという。
初版刊行時の批評は好意的なものだった。一般の新聞や雑誌はそのころコミック評を載せていなかったため、宣伝は口コミのほかファンジンや業界誌でしか行われなかった。コミックブック原作者デニス・オニールは本書を思いがけない「傑作」と評し、言葉と絵の組み合わせによって記憶という体験が文章のみでは不可能なほど正確に再現されていると述べた。この批評ははじめ評論誌『コミックス・ジャーナル』に掲載され、『コントラクト』の後年の版では序文に収録された。評論家デイル・ルシアーノは本書を「完璧にして精妙に調和を保った…傑作」と呼び、キッチンシンク・プレスが1985年にこのような「冒険的な作品」の再版を行ったことを賞賛した。
アイズナーは本書の刊行後に漫画家としての地位を高め、ニューヨークのスクール・オブ・ビジュアル・アーツの教員としてコミックメディア論を説いたことでさらに影響力を拡大した。同校での講義は『コミックス・アンド・シークエンシャル・アート』（1985年）および『グラフィック・ストーリーテリング・アンド・ビジュアル・ナラティヴ』（1995年）として刊行された。前者はコミックメディアの表現形式に関して英語で初めて書かれた本だった。アイズナーの社会的地位が上がるにつれて、アイズナーがグラフィックノベルを描き始める以前と以後の作品を刊行する出版社は二分されるようになった。W・W・ノートンのようなインテリ向けの出版社はグラフィックノベル作品を再刊し、スーパーヒーロー作品『ザ・スピリット』はDCコミックスのような地位の低い出版社から再版されてきた。『コミックス・ジャーナル』は本書を「20世紀の英語コミックトップ100」の第57位に挙げ、「コミックメディアで初めて現れた本物の芸術家の一人による傑作」と呼んだ。
漫画家デイヴ・シムは本書を賞賛し、何度も再読していると書いている一方、これほど簡潔な作品を「グラフィックノベル（絵による長篇小説）」と呼ぶのは「やや不当だ」と述べている。シムは本書を2, 30分で読み通せるといい、「20ページの短編小説と同程度」の分量だとした。

## メディア展開
2010年7月24日、サンディエゴ・コミコンの会場において、プロデューサーのダレン・ディーンらが映画化の計画を発表した。ディーンが脚本家を務め、4編の作品それぞれに異なる監督が配されることになる。